# Браниха (Брейтовский район)
Браниха — деревня в Брейтовском районе Ярославской области. Входит в состав Брейтовского сельского поселения.

## География
Находится в северо-западной части Ярославской области на расстоянии приблизительно 14 км на юго-запад по прямой от административного центра района села Брейтово.

## История
В 1859 году здесь (деревня Мологского уезда Ярославской губернии) было учтено 20 дворов, в 1898 — 37.

## Население
Численность населения: 96 человек (1859 год), 21 (русские 90 %) в 2002 году, 4 в 2010.